# Cadet (stanice metra v Paříži)
Cadet je nepřestupní stanice pařížského metra na lince 7 v 9. obvodu v Paříži. Nachází se na křižovatce ulic Rue La Fayette, pod kterou vede linka metra, a Rue Cadet.

## Historie
Stanice byla otevřena 5. listopadu 1910 v rámci prvního úseku linky 7 mezi stanicemi Opéra a Porte de la Villette.
Stanice je na nástupištích vyzdobena keramickou freskou v barvách vlajky Spojených států.

## Název
Jméno stanice je odvozeno od názvu ulice Rue Cadet, která dostala své jméno podle cesty vedoucí přes pozemky pro kadety.

## Vstupy
Stanice má jen jeden vchod zdobený původním secesním zábradlím.

## Zajímavosti v okolí
- poblíž stanice se nachází několik synagog